# Бертельсен, Расмус
Расмус Бертельсен (дат. Rasmus Berthelsen; 10 июля 1827, Сисимиут — 4 января 1901) — гренландский поэт и художник, композитор, педагог, редактор. Сыграл важную роль в развитии образования и культурной жизни Гренландии в XIX веке.

## Биография
В 1849 году одним из первых окончил гренландский педагогический колледж в Нууке, где позже работал преподавателем.
Как поэт, дебютировал в 1855 году. Был первым редактором первой газеты Гренландии Atuagagdliutit, основанной в 1861 году.
Р. Бертельсен считается видным поэтом, внесшим большой вклад в литературную историю Гренландии, он автор слов и музыки первого гренландского рождественского гимна «Guuterput qutsinnermiu» или Наш Бог (1858). Он, возможно, первый гренландский автор, по крайней мере, после эпохи викингов.
Был организатором выпуска, переводчиком и иллюстратором ряда книг.
Его гравюра на дереве «Голодающие гренландцы» рассматривается, как ранний пример социальной темы в изобразительном искусстве Гренландии.